# Raconte-moi le fleuve
Pour plus de détails, voir Fiche technique et Distribution.
Raconte-moi le fleuve (Cuentos del río) est un film documentaire luxembourgeois réalisé par Julie Schroell (lb) et sorti en 2019.
Le film remporte le prix Peripheral Visions au Galway Film Fleadh en Irlande.

## Synopsis
Le film raconte la vie autour du fleuve San Juan au Nicaragua, à la frontière avec le Costa Rica, et le projet d'un canal qui devrait relier l'océan Atlantique et l'océan Pacifique, promu par un investisseur chinois, en concurrence avec le canal de Panama.

## Fiche technique
- Titre français : Raconte-moi le fleuve[1]
- Titre original : Cuentos del río[2],[3]
- Réalisation : Julie Schroell (lb)
- Scénario : Julie Schroell
- Photographie : Frank Pineda
- Montage : Damian Plandolit
- Musique : Pascal Karier, Aaron Ahrends
- Production : 	Jesus Gonzalez-Elvira, Julie Schroell
- Sociétés de production : Calach Films, Loufok Productions
- Pays de production :  Luxembourg
- Langue originale : espagnol
- Format : couleurs
- Genre : film documentaire
- Durée : 82 minutes
- Dates de sortie : 
  - Luxembourg : 16 septembre 2019